# VMEbus

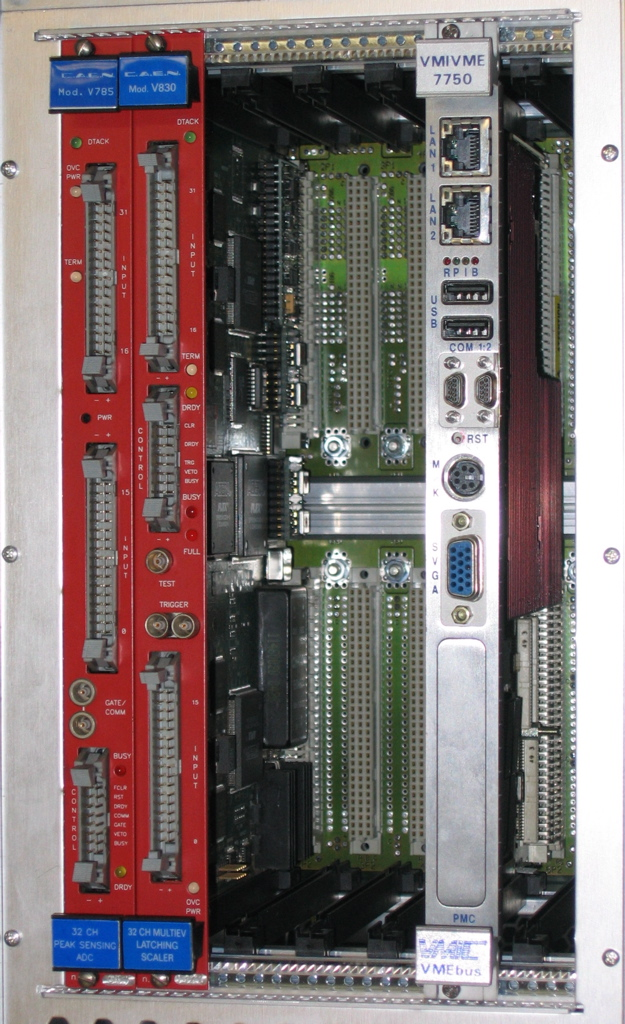
VME64-rack med (från vänster): en ADC modul, a omskalningsmodul och en processormodul.

Versa Module Europa, alternativt Versa Module Eurocard förkortat VME, är en datorbuss och europakortstandard för industridatorer som kom till 1981. Initialt användes bussen bara med Motorola 68000, men blev senare en etablerad standard med namnet ANSI/IEEE 1014-1987. Bussen bygger på master/slav-teknik och är asynkron. Från första början var nästan alla VME-datorer byggda på Motorola 68000-arkitektur.